# Принц Держплану
«Принц Держплану» (1991) — повість Віктора Пелевіна, що включає в себе елементи кіберпанку.

## Сюжет
Олександр Лапін — програміст однієї з держустанов пізньорадянської епохи, захоплюється комп'ютерною грою Prince of Persia і ототожнює себе з її безіменним персонажем. Світ гри стає для нього другою реальністю, наповненою небезпеками і ворогами, мета якої — досягти прекрасної і таємничої принцеси. При цьому його реальність співіснує з іншими — товариші по службі також грають в комп'ютерні ігри. Одночасно перебуваючи в реальному світі, він стикається з світами F-16 Combat Pilot, M1 Tank Platoon, Starglider. Головного героя мучить питання — яка мета його життя, реальна вона чи все, що він бачить — бачить через екран монітора?

## Ігри
У повісті присутні згадки про ігри, які в той період були популярні серед російських користувачів IBM PC:
- Arkanoid
- Budokan: The Martial Spirit[en]
- Crazy Bird
- F-15 Strike Eagle[en]
- F-16 Combat Pilot[en]
- F-19 Stealth Fighter
- Abrams Battle Tank/M1 Tank Platoon
- LHX Attack Chopper
- Pipes
- Prince of Persia
- Starglider[en]
- Targhan
- Tower Toppler

## Відгуки
У 1991 році став лауреатом премії «Велике Кільце».
У 1993 році став лауреатом премії «ИНТЕРПРЕССКОН» в номінації «Мала Форма».